# Lista över konstruerade hängfärjor i tidsordning

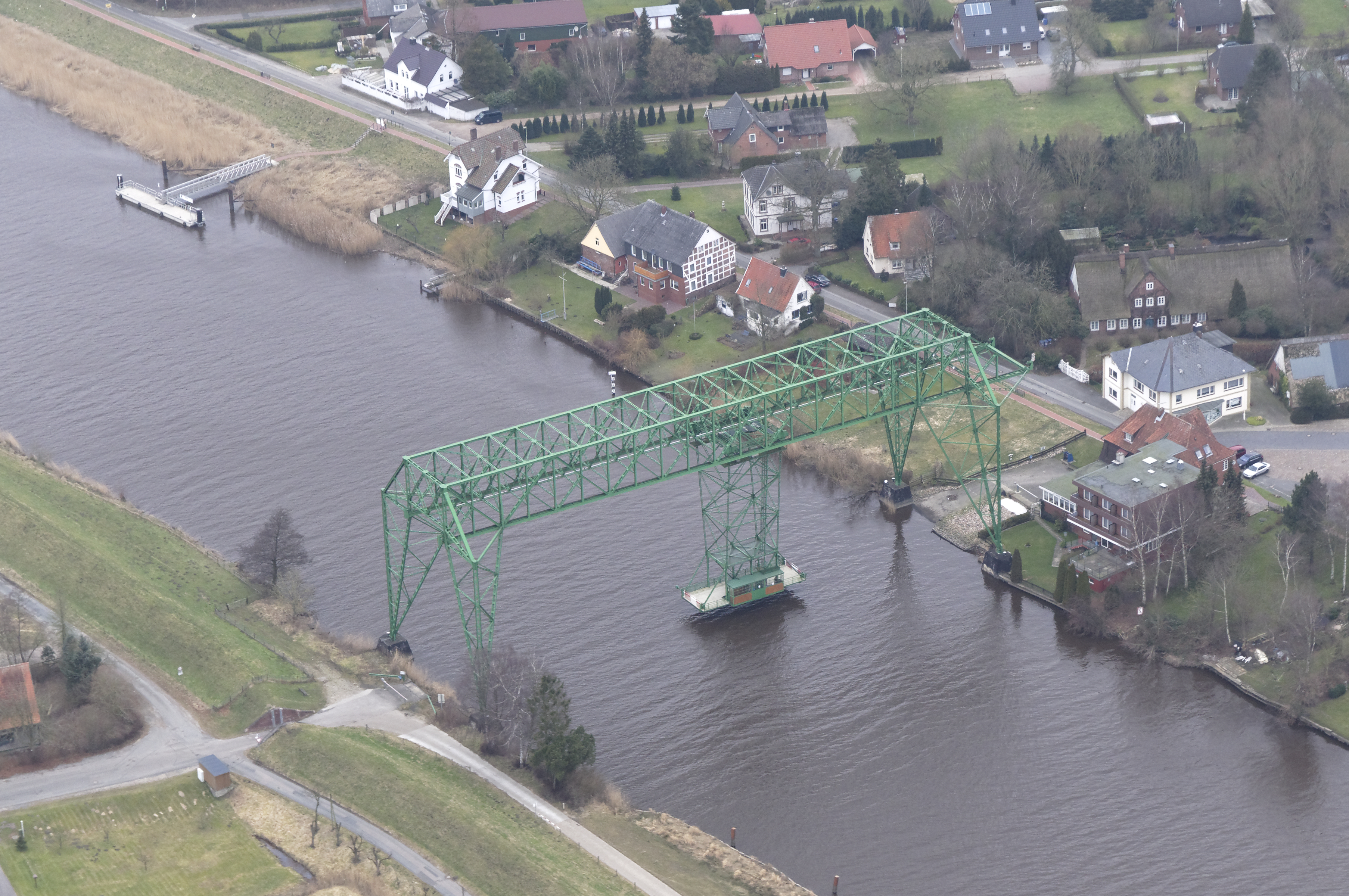
Hängfärjan i Osten, Tyskland

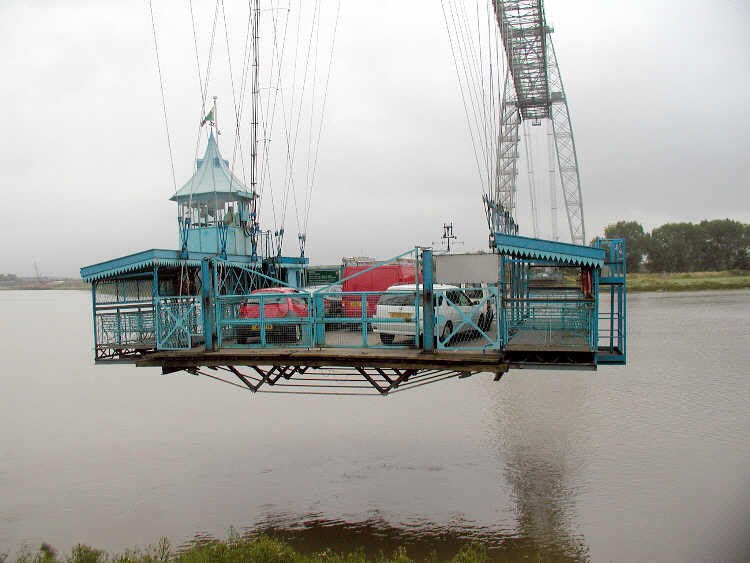
Hängfärjan i Newport, Storbritannien

Lista över konstruerade hängfärjor i tidsordning
Listan tar upp hängfärjor som byggts eller konstruerats sedan den första hängfärjan Biscayabron i Portugalete i Spanien, som invigdes 1893 och som fortfarande är i drift.
Biscayabron är ett världsarv och många av de hängfärjor som fortfarande, helt eller delvis, står kvar är byggnadsminnen.
I hela världen har färre än 30 uppförts, varav det stora flertalet fram till 1916. 
1. 1893 Biscayabron i Portugalete i Spanien, 164 meter
2. 1898 Hängfärjan i Rouen, Frankrike, 142 meter
3. 1898 Hängfärjan i Bizerte, dåvarande franska kolonin Tunisien, 109 meter
4. 1900 Hängfärjan Rochefort-Martrou, Frankrike, 140 meter
5. 1903 Hängfärjan i Nantes, Frankrike, 141 meter
6. 1905 Aerial Lift Bridge i Duluth, Minnesota, USA, 120 meter
7. 1905 Hängfärjan i Marseille, Frankrike 165 meter
8. 1905 Hängfärjan Widnes-Runcorn, Storbritannien, 304 meter
9. 1906 Hängfärjan i Newport, Storbritannien, 181 meter
10. 1909 Hängfärjan i Osten, Tyskland, 80 meter
11. 1909 Hängfärjan i Brest, Frankrike, 109 meter. Efter Bizertehängfärjans rivning återuppfördes denna i Bizerte
12. 1910 Hängfärjan i Bordeaux, Frankrike, 400 meter. Projektet avbröts efter det att pylonerna rests.
13. 1910 Hängfärjan i Kiel, Tyskland, 128 meter
14. 1911 Hängfärjan i Middlesbrough, Storbritannien, 177 meter
15. 1913 Hängfärjan i Rendsburg, Tyskland, 140 meter. Kombination av järnvägsbro och hängfärja
16. 1914 Hängfärjan Nicolás Avellaneda Buenos Aires, Argentina, 140 meter
17. 1914 Hängfärjan Presidente Luis Sáenz Peña, Buenos Aires, Argentina
18. 1915 Hängfärjan Capitán Justo José de Urquiza, Buenos Aires, Argentina
19. 1915 Ponte Alexandrino de Alencar, Rio de Janeiro, Brasilien, 171 meter
20. 1916 Hängfärjan i Warrington, Storbritannien, 57 meter
21. 1938 Maarsserbrug, Nederländerna, 88 meter
22. 1940 Nicolás Avellanedabron, Buenos Aires, Argentina, 60 meter
23. 1955 Hängfärjan i Volgograd, Ryssland, 874 meter
24. 1998 Royal Victoria Dock Bridge, Storbritannien, 128 meter. Planerad som kombination av fotgängarbro och hängfärja, men hängfärjedelen inte genomförd.
25. 2003 Erlebnisbrücke Nordkanal, Tyskland, 24,3 meter
26. 2010 Hängfärjan vid Hamrštejn, Tjeckien, 23 meter